# Marco Malagò
Marco Malagò (Favaro Veneto, 30 de dezembro de 1978) é um futebolista italiano que atua como zagueiro.
Malagò cresceu nos juniores da equipe do Veneza, foi promivido ao profissionais, depois passou pelo Cosenza e marcou época no Genoa, quando a equipe atuava na Série B, observado pelo Chievo, foi levado para atuar no time pela Serie A onde atuou de 2003 até 2010, atuando com a camisa número 8. Após o pouco aproveitamento, em 2010 foi emprestado para o Siena, onde tem a missão de evitar o rebaixamento. Na temporada 2010-2011 foi emprestado ao Triestina. Em 2011 foi vendido ao Lumezzane.

## Títulos
- Campeonato Italiano Serie B

Chievo Verona: 2007-2008 